# Maasberg (Naturschutzgebiet)
Koordinaten: 49° 48′ 18″ N, 7° 38′ 52″ O

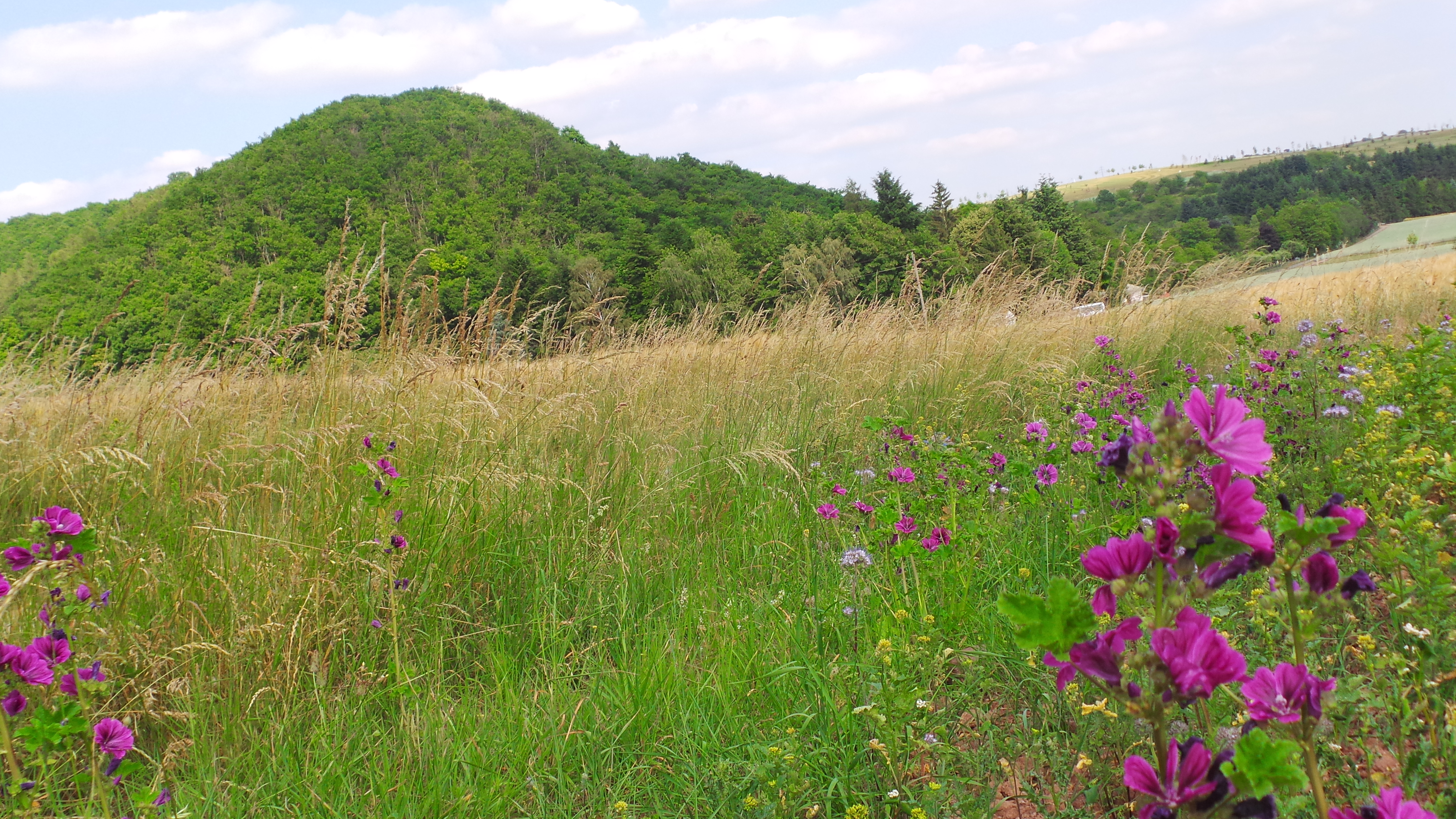
Naturschutzgebiet Maasberg/Blick zum Maasberg (NSG) in Bad Sobernheim (Juni 2014)

Das Naturschutzgebiet Maasberg  liegt auf dem Gebiet der Stadt Sobernheim im Landkreis Bad Kreuznach in Rheinland-Pfalz. Das etwa 12,5 ha große Gebiet, das im Jahr 1980 unter Naturschutz gestellt wurde, erstreckt sich östlich von Dörndich. Unweit westlich verläuft die Kreisstraße 20 und südöstlich die B 41.
Schutzzweck ist die Erhaltung des Maasberges mit seinem submediterranen Trockenrasen, seinen artenreichen Pflanzengesellschaften und als Standort seltener in ihrem Bestand bedrohter Pflanzen aus wissenschaftlichen Grüßen.